# Fuerzas Eléctricas de Cataluña
Fuerzas Eléctricas de Cataluña, S. A., más conocida por sus siglas FECSA, fue una empresa española dedicada a la generación y distribución de energía eléctrica, fundada en Barcelona en 1951, que a través de varios procesos de fusión y absorción de distintas compañías, se hizo con el control de la práctica totalidad de la producción de energía eléctrica en Cataluña.
En 1996 fue adquirida por la multinacional Endesa, que la absorbió en 1999. A pesar de la extinción de la personalidad jurídica de Fecsa, hasta finales de los años 2000 Endesa siguió usando la marca comercial (primero como Fecsa-Enher y luego como Fecsa-Endesa) para su actividad de distribución en Cataluña. 

## Historia

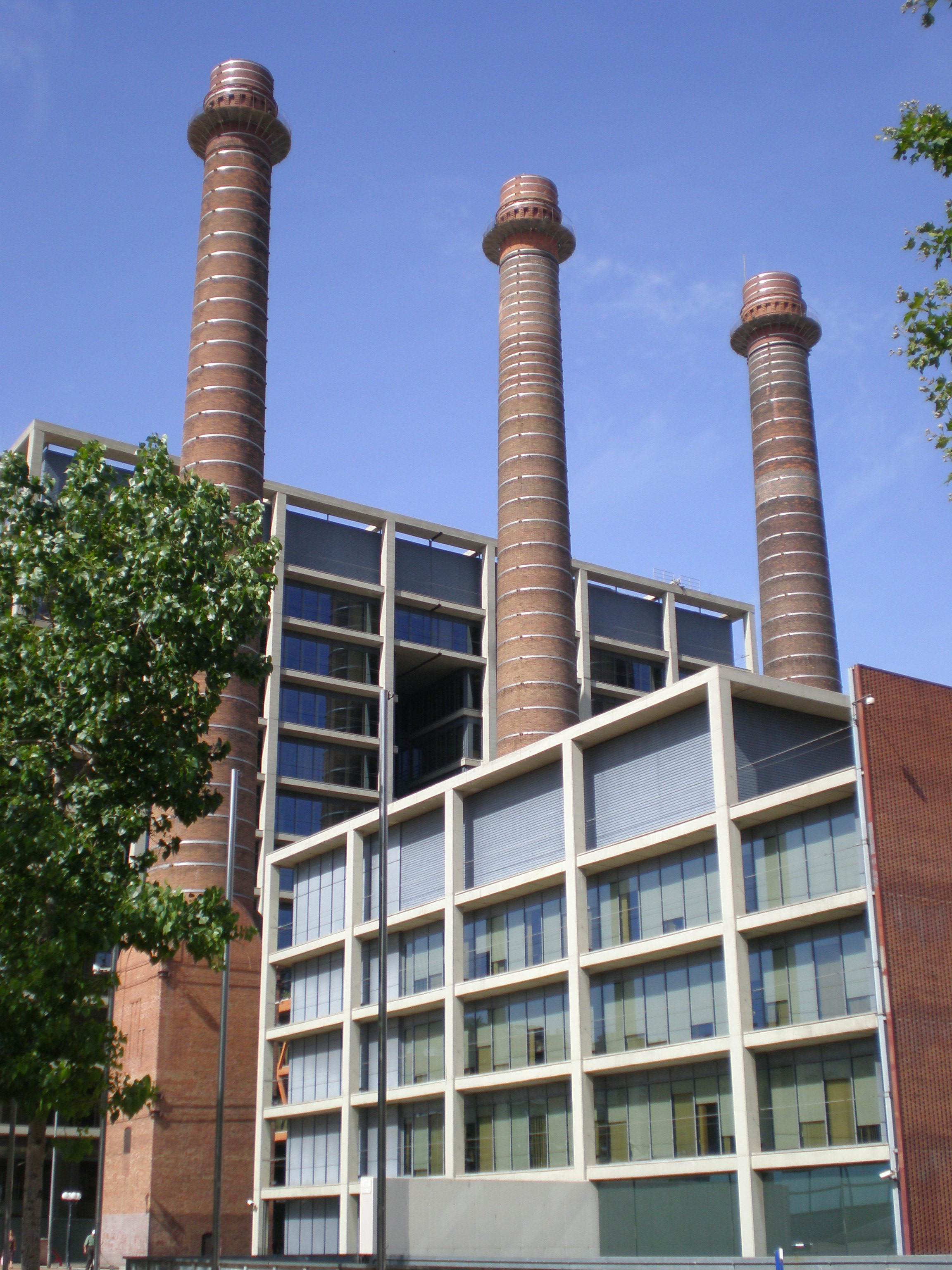
Las chimeneas de la antigua central térmica de Mata de AEG y las oficinas de FECSA en Barcelona.

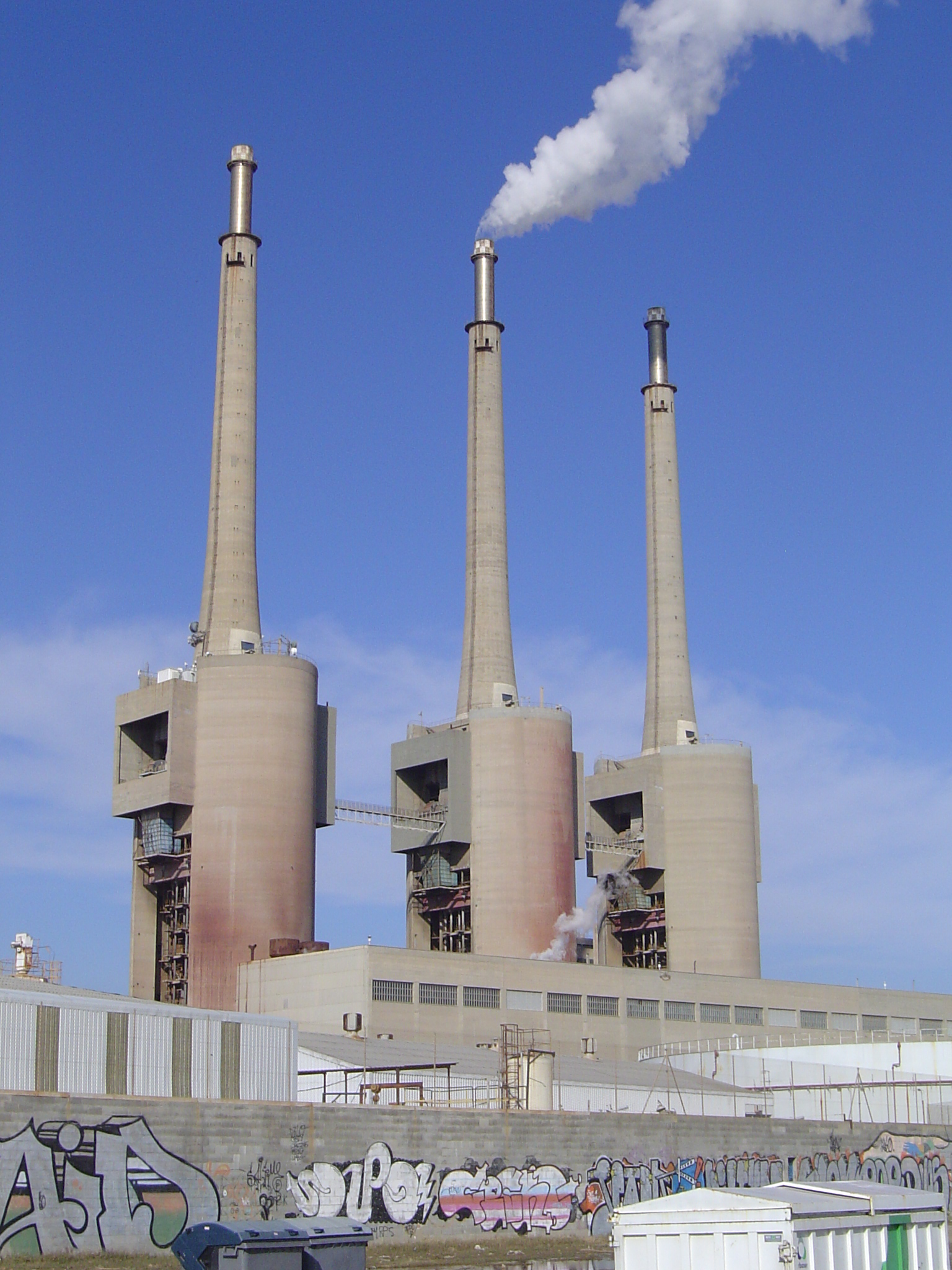
La central térmica de San Adrián, una de las propiedades de FECSA, en San Adrián del Besós.

### Origen
Aunque Fecsa fue creada en 1951, la empresa era heredera del patrimonio de varias sociedades predecesoras, cuyo origen se remonta a la Sociedad Española de Electricidad (SEE), fundada en 1881. SEE construyó en 1883 la central térmica de Mata, que con sus 220 kW de potencia fue la primera gran instalación eléctrica en Barcelona. En 1896 se fundó la Compañía Barcelonesa de Electricidad (CBE), financiada por AEG, que adquirió el patrimonio de la SEE, que estaba en proceso de liquidación.
La Compañía Barcelonesa de Electricidad fue absorbida en 1912 por la poderosa Barcelona Traction (llamada «La Canadiense» por su país de origen), fundada en 1911 por Frederick Stark Pearson, y que en 1925 era ya la principal empresa eléctrica de España, produciendo el 70% de la energía generada en Cataluña. Hasta el inicio de la guerra civil, Barcelona Traction adquirió las empresas más destacadas del sector, como Saltos del Segre (1912), Energía Eléctrica de Cataluña (1923) y Saltos del Ebro (1930). Además de conseguir el monopolio, realizó algunas de las obras hidráulicas más importantes de Europa.

### Fundación
La guerra civil supuso la paralización de la actividad del sector, y la posterior crisis de la posguerra. Estas circunstancias fueron aprovechadas por el financiero Juan March, que en 1948, gracias a su vinculación al régimen, en una controvertida operación conocida como Caso Barcelona Traction adquirió la sociedad Barcelona Traction Light & Power Co. Ltd. en un gran negocio por valor de medio millón de libras esterlinas, cuando su valor estaba calculado en unos diez millones.
Este período de absorciones y fusiones culminó cuando, en 1951, March fundó la compañía Fuerzas Eléctricas de Cataluña, Sociedad Anónima (FECSA) que aglutinaba la inmensa mayoría del mercado catalán y el 13% del nacional.

### Expansión
FECSA dio un nuevo impulso a las construcciones hidroelécticas, construyó centrales térmicas y entró en el campo de la energía nuclear, motivado por las crisis del petróleo de los años 70. Así, participó, junto con Électricité de France, Hidroeléctrica de Cataluña y ENHER en la construcción de la central nuclear de Vandellós, puesta en servicio en 1972. Después, en un ambicioso proyecto, FECSA instaló en solitario la central nuclear de Ascó, que comenzó a funcionar en 1983. Todas estas operaciones convierten a FECSA en una empresa al alza, que comienza a cotizar en el IBEX 35 de la Bolsa española. En julio de 1976 realiza una ampliación de capital por valor de 4.245.665.000 pesetas, mediante acciones de 1000 pesetas por unidad. En los años 80 la empresa fue objetivo de la organización terrorista Terra Lliure, que atentó con explosivos contra varias de sus oficinas en distintas localidades catalanas. En 1985, FECSA alcanzó la cifra de 1.898.000 abonados en Cataluña, y la empresa ENHER se hizo con una parte de su accionariado.

### Integración en Endesa
Con la liberalización del mercado eléctrico de España, a raíz del ingreso del país en la Unión Europea, se produjo la entrada de Endesa en el accionariado de Fecsa, con la compra del 40% de la empresa en 1991. Finalmente, en 1996, el Grupo Endesa se hizo con el 75% de las acciones de la compañía y su control absoluto.
En 1998 Endesa, tras ser privatizada, inició un proceso de reestructuración que supuso que todas sus filiales territoriales, incluida Fecsa, fuesen absorbidas por la matriz del grupo. No obstante, antes de la absorción, las dos filiales catalanas de Endesa, Fecsa y Enher, segregaron sus activos de producción eléctrica no nuclear y de distribución a una nueva sociedad, denominada Fecsa-Enher I, S.A. Juan Rosell, hasta entonces presidente de Enher y vicepresidente Fecsa, asumió la presidencia de esta nueva compañía, controlada al 100% por Endesa a través de Endesa Distribución. Posteriormente, los activos de generación se escindieron en otra sociedad, Fecsa-Enher II, S.A., controlada por Endesa Generación. El 22 de abril de 1999 se celebró la última junta de accionistas de Fuerzas Eléctricas de Cataluña, que aceptó la fusión por absorción por Endesa, con un canje de 3 acciones de Endesa por 7 de Fecsa, más tres pesetas de compensación. El 19 de julio de 1999 Fecsa dejó de cotizar en bolsa, debido a la extinción de la personalidad jurídica de la compañía.
Endesa operó en el mercado de distribución de Cataluña, con 3,5 millones de clientes, a través de su filial Fecsa-Enher hasta 2001, cuando suprimió todas las filiales regionales españolas con entidad jurídica propia. La actividad de las filiales territoriales fue centralizada directamente por Endesa Distribución, con sede en Barcelona. Endesa nombró un delegado territorial y un consejo consultivo en Cataluña, comunidad autónoma en la que operó con la marca comercial Fecsa-Endesa hasta que en 2009, con la liberalización del sector eléctrico en España, se separó la actividad de distribución y comercialización de la energía.

## Sedes
Durante cuatro décadas la sede social de Fecsa estuvo ubicada en el número 2 de la Plaza de Cataluña de Barcelona, en el edificio que desde 1913 habían ocupado las oficinas centrales de Riegos y Fuerza del Ebro, filial española de Barcelona Traction. En 1988, en un proceso de venta de patrimonio para sanear su economía, Fecsa acordó traspasar el edificio a una inmobiliaria, que lo derribó para la construcción del centro comercial El Triangle. Paralelamente, la eléctrica pactó con el Ayuntamiento de Barcelona la reclasificación urbanística de la antigua central térmica de Mata, junto a la avenida del Paralelo, para construir unas nuevas oficinas, cediendo gratuitamente al municipio parte de los terrenos para destinarlos a jardines públicos.
En 1989 se inició el derribo de la antigua central térmica de fuel, y los restos de la anterior planta de carbón, conservándose únicamente sus tres emblemáticas chimeneas. En su lugar se levantaron tres edificios de oficinas (dos torres y un edificio bajo) y unos jardines, un conjunto diseñado por los arquitectos Pere Riera y Josep Maria Gutiérrez, que fue inaugurado en 1995. Fecsa concentró en esta sede toda su actividad administrativa y vendió el resto de inmuebles que tenía repartidos por la ciudad condal, en su mayoría adquiridos tras la absorción de otras compañías, como la Casa Fuster, antigua sede de la Empresa Nacional Hidroeléctrica del Ribagorzana, o el edificio de Energía Eléctrica de Cataluña en la calle Gerona.
A principios de los años 2000 Endesa llevó a cabo una importante remodelación de la sede de la desaparecida Hidroeléctrica de Cataluña, en el número 12 de la avenida Vilanova de Barcelona; un edificio modernista que originalmente había sido una central térmica. El edificio pasó a albergar las oficinas de Endesa Distribución, filial de la compañía dedicada a la distribución y comercialización eléctrica en España. Albergaba también la oficina de atención al cliente de Fecsa-Endesa, marca comercial usada por Endesa Distribución en Cataluña. 
En 2012 Endesa abandonó el edificio de la antigua central de Mata y trasladó todo su personal en Cataluña a la antigua central de Vilanova. Previamente se llevó a cabo un importante reforma para adaptar las instalaciones, que ocupan toda la manzana.